# Anne Armstrong
Anne Armstrong (New Orleans, 27 december, 1927 - Houston, 30 juli 2008) was een Amerikaans diplomaat en politicus.

## Levensloop
Ze studeerde af aan het Vassar College in 1949. Na haar huwelijk in 1950 met Tobin Armstrong vertrok ze naar Kenedy County in Texas.
Van 1966 tot 1968 was ze vicevoorzitter van de Republikeinse Partij in Texas en van 1971 tot 1973 was ze voorzitter van de Republican National Committee. Ze was in 1972 de eerste vrouwelijke keynote speaker van een meerderheidspartij tijdens de nationale conventie van de Republikeinen. Ook was de eerste vrouwelijke Counselor to the President en diende ze in deze functie onder zowel Nixon als Ford. Van 1976 tot 1977 werd ze ambassadeur in het Verenigd Koninkrijk.
Naast haar politieke en diplomatieke carrière diende ze ook in raden van bestuur van veel grote Amerikaanse bedrijven, waaronder American Express, Halliburton en General Motors. Ook had ze zitting in het bestuur van het Center for Strategic and International Studies en was ze medeoprichter van het Rothermere American Institute aan de Universiteit van Oxford.
In 1987 werd ze door Ronald Reagan onderscheiden met een Presidential Medal of Freedom.
- Library of Congress Control Number: n84177503
- National Archives and Records Administration: 10570404
- SNAC: w6bq0vrc
- Virtual International Authority File: 11256606
- WorldCat: E39PBJt8gTKXpHKvjyWQhVWRrq